# مانی این د بنک (۲۰۲۵)
رویداد مانی این د بنک ۲۰۲۵ که با نام مانی این د بنک: لس آنجلس (به انگلیسی: WWE Money In The Bank: Los Angeles) نیز تبلیغ می‌شود ، یک رویداد کشتی حرفه‌ای بود که توسط پروموشن آمریکایی دبلیودبلیوئی تولید شد. این رویداد، شانزدهمین رویداد سالیانه مانی این د بنک بود که در روز شنبه ۷  ژوئن ۲۰۲۵ در اینگلوود، کالیفرنیا برگزار شد. این رویداد شامل کشتی‌گیران برند راو و اسمک‌داون بود و نخستین مانی این د بنک از سال ۲۰۲۲ است که در ایالات متحده برگزار شده است.
این رویداد حول محور مسابقه مانی این د بنک برگزار می‌شود؛ مسابقه نردبانی چند نفره‌ای که در آن، شرکت کنندگان برای به دست آوردن قراردادی برای مسابقه بر سر عنوان قهرمانی جهانی به دلخواه برنده، رقابت می‌کنند. برنده امسال مسابقه مردان، سث رالینز از راو و در بخش زنان، نیومی از اسمک‌داون بود.
سه مسابقه دیگر در این رویداد برگزار شد که یک مسابقه با حضور کشتی‌گیری از پرموشن AAA که در جریان رسلمنیا ۴‍۱ توسط دبلیودبلیوئی خریداری شد، برگزار شد. این آخرین حضور جان سینا در رویداد مانی این د بنک در ادامه تور بازنشستگی‌اش بود. هم‌چنین این رویداد شاهد حضور غافلگیرکننده آر-تروث بود؛ زیرا تنها یک هفته پیش از این رویداد اعلام شد که قرارداد او تمدید نمی‌شود؛ متعاقبا مشخص شد که در نتیجه واکنش منفی شدید طرفداران، قرارداد او دقیقا پیش از شروع این رویداد تمدید شده است. هم‌چنین این رویداد، بیست و هشتمین سالروز اولین حضور مایکل کول به عنوان گزارشگر این شرکت بود.

## پس زمینه
مانی این د بنک، یک رویداد کشتی حرفه‌ای سالانه است که توسط دبلیودبلیوئی از سال ۲۰۱۰ تاکنون در حال برگزاری است و عموما بین ماه‌های مه و ژوئن برگزار می‌شود. این رویداد در کنار رویدادهای رسلمنیا، رویال رامبل، سامر اسلم و سروایور سریز، یکی از پنج پی‌پرویوی اصلی این شرکت محسوب می‌شود. مهم‌ترین مسابقه این رویداد، مسابقه مانی این د بنک است که در آن کشتی‌گیران بایستی کیفی را که در بالای رینگ آویزان شده است، از طریق نردبان بردارند. کیف حاوی قراردادی است که برنده آن می‌تواند در هر زمان که بخواهد با قهرمان کمربند جهانی مسابقه دهد.

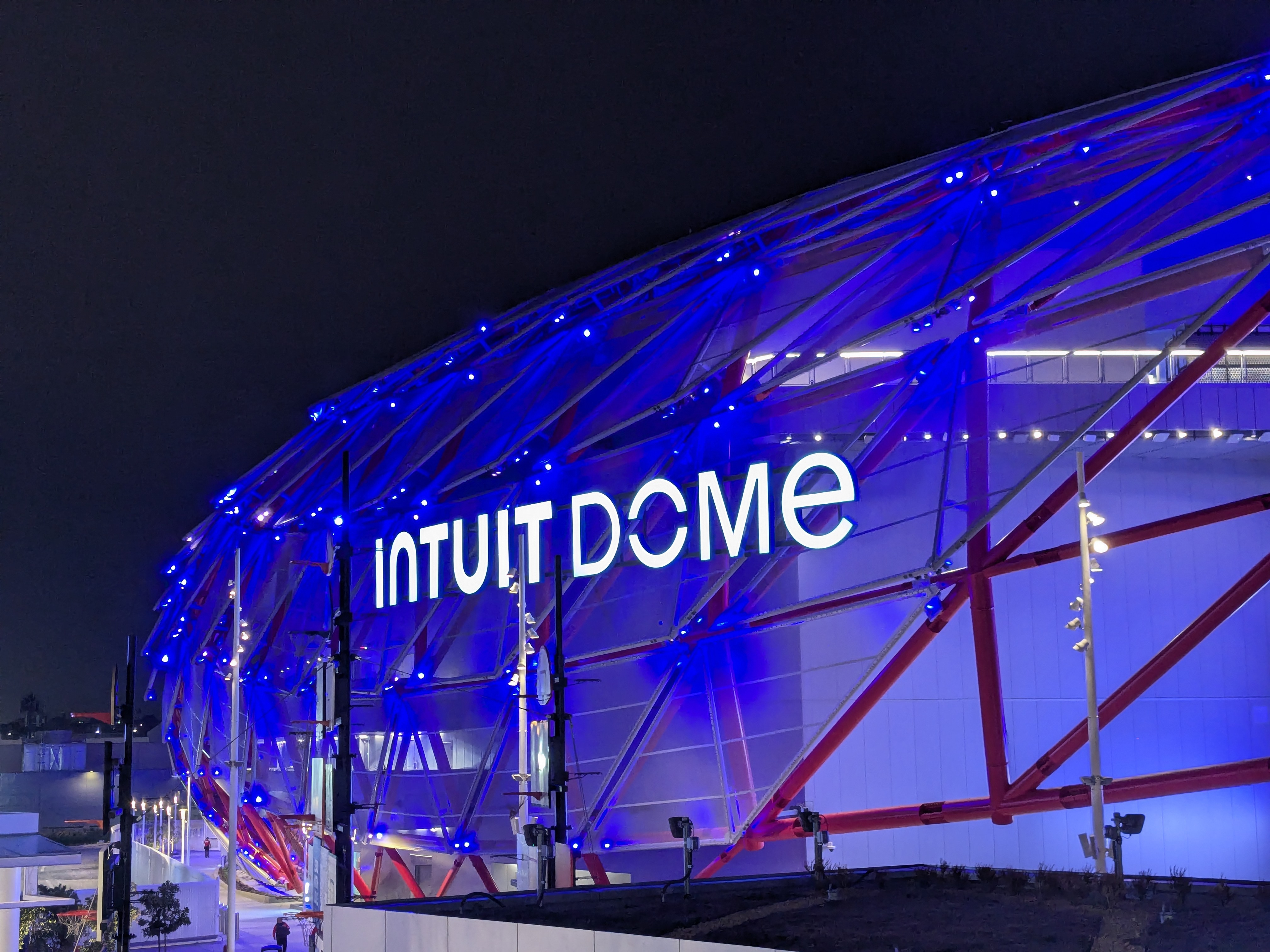
مانی این د بنک ۲۰۲۵ در اینتوئیت دوم در اینگلوود، کالیفرنیا برگزار خواهد شد.

در ۲۰ آوریل ۲۰۲۵ اعلام شد که شانزدهمین رویداد مانی این د بنک در ۷ ژوئن ۲۰۲۵ در اینتوئیت دوم در اینگلوود، کالیفرنیا که پیشتر محل برگزاری نخستین شوی راو در نتفلیکس بود، برگزار می‌شود. این رویداد به صورت زنده از پیکاک در ایالات متحده و نتفلیکس در بیشتر بازارهای بین‌المللی پخش می‌شود.

### داستان‌ها
همانند سایر رویدادهای کشتی حرفه‌ای، داستان‌ها از پیش تعیین شده بوده و خطوط داستانی در شوهای هفتگی راو و اسمک‌داون جریان داشته و در پایان منتهی به یک مسابقه در پی‌پرویو می‌شوند.
مسابقات راه‌یابی به مانی این د بنک مردان از شوی اسمک‌داون به تاریخ ۱۶ مه آغاز شد که در آن سولو سیکوا در یک مسابقه سه‌گانه موفق به شکست جیمی اوسو و ری فینکس شد. در اسمک‌داون هفته بعد نیز ال ای نایت با شکست دادن شینسوکه ناکامورا و آلیتسر بلک به مانی این د بنک راه یافت. مسابقات مقدماتی در شوی ۲۶ مه راو با دو مسابقه سه‌گانه دیگر ادامه یافت که در آن پنتا، چد گیبل و دراگون لی را شکست داد و بعدا در همان شب، سث رالینز موفق به پیروزی مقابل فین بلر و سمی زین شد. در اسمک‌داون ۳۰ مه نیز مسابقه مقدماتی بعدی بین آندراده، کارملو هیس و جیکوب فاتو برگزار خواهد شد.
مسابقات راه‌یابی به مانی این د بنک زنان نیز در شوی ۱۶ مه اسمک‌داون آغاز شد که در اولین مسابقه، الکسا بلیس توانست چلسی گرین و میچین را شکست دهد. دو مسابقه راه‌یابی بعدی در شوی ۱۹ مه راو برگزار شد که در آن، رکسان پرز موفق به پیروزی مقابل ناتالیا و بکی لینچ شد و سپس ریا ریپلی، کایری سین و زویی استارک را شکست داد. چهارمین مسابقه مقدماتی در اسمک‌داون آن هفته برگزار شد که در آن، جولیا توانست شارلوت فلر و زلینا وگا را شکست دهد. مسابقه مقدماتی بعدی در شوی ۳۰ مه اسمک‌داون بین جید کارگیل، نیومی و نایا جکس مشخص خواهد شد.
در رویداد رویال رامبل به تاریخ ۱ فوریه، جی اوسو با حذف جان سینا، برنده مسابقه رویال رامبل مردان شد. در شب اول رسلمنیا ۴۱، اوسو قهرمان عنوان سنگین وزن جهان شد؛ در حالی که در شب دوم، سینا که هیل‌ترن کرده بود، موفق به شکست دادن کودی رودز شد و قهرمان عنوان بی چون و چرای دبلیودبلیوئی شد. پس از رسلمنیا، رودز مدتی در شوهای دبلیودبلیوئی حضور نداشت و اوسو شروع به فیود با لوگان پاول کرد. در ستردی نایتز مین اونت ۳۹ به تاریخ ۲۴ مه، سینا پیش از دفاع از عنوان قهرمانی خود در برابر پاول، در پشت صحنه با اوسو روبه‌رو شد. سینا در مورد احتمال از دست دادن عنوان قهرمانی اوسو به «یک یوتیوبر» و این‌که چگونه این اتفاق باعث «نابودی کشتی حرفه‌ای» می‌شود اظهارنظر کرد؛ چیزی که سینا پس از اعلام قصد خود برای بازنشستگی به عنوان قهرمان در پایان سال ۲۰۲۵ قول انجام آن را داده بود. بعدا در همان شب، سینا به سود پاول در مسابقه دخالت کرد، اما با بازگشت رودز و کمک به اوسو، مسابقه به سود اوسو پایان یافت و او هم‌چنان قهرمان باقی ماند. پس از مسابقه، رودز اعلام کرد که او و اوسو در یک مسابقه تگ تیم در مانی این د بنک به مصاف سینا و پاول خواهند رفت که در نشست خبری پس از رویداد متعاقبا رسمی و ثبت شد.
در شب دوم رسلمنیا ۴۱، لایرا والکیریا با بکی لینچ که پس از مدت طولانی غیبت به میادین بازگشته بود، تیم شد و این دو موفق به قهرمانی عناوین تگ تیم زنان دبلیودبلیوئی شدند، اما بلافاصله شب بعد در مسابقه‌ای مجدد در شوی راو، عناوین قهرمانی را از دست دادند که این موضوع باعث عصبانیت لینچ و حمله او به والکیریا شد. سپس این دو در بک‌لش برای عنوان قهرمانی زنان بین قاره‌ای با یکدیگر روبه‌رو شدند که این مسابقه درنهایت با پیروزی والکیریا به اتمام رسید، اما پس از مسابقه لینچ به والکیریا حمله کرد. سپس والکیریا نیز در شوی راو به تاریخ ۱۹ مه و در جریان مسابقه راه‌یابی به مانی این د بنک به لینچ حمله کرد که باعث شد او مسابقه را ببازد. در شوی ۲۶ مه، مسابقه مجددی برای عنوان قهرمانی زنان بین قاره‌ای در مانی این د بنک برنامه‌ریزی شد. در راو آن شب، لینچ شرط آخرین فرصت را برای مسابقه پیشنهاد داد؛ به‌طوریکه اگر والکیریا برنده شود، تا زمانی که او قهرمان است، لینچ حق درخواست مسابقه سر عنوان را ندارد، اما اگر لینچ برنده شود، والکیریا باید دست او را بالا برده و او را به عنوان کشتی‌گیر برتر قبول کند؛ کاری که لینچ سال ۲۰۲۳ در شوی ان‌اکس‌تی پس از باخت به والکیریا و از دست دادن عنوان قهرمانی زنان ان‌اکس‌تی انجام داد. این کار با موافقت والکیریا همراه شد.

## مسابقات ثبت شده
| #                                                     | نتایج                                                                                                   | نوع مسابقه                                                                         |
| ----------------------------------------------------- | --- | ---------------------------------------------------------------------------------- |
| ۱                                                     | نیومی پیروز در مقابل الکسا بلیس، جولیا، ریا ریپلی، روکسان پرز و استفانی واکر                            | مسابقه نردبانی مانی این د بنک برای قرارداد حق مسابقه بر سر کمربندهای قهرمانی زنان  |
| ۲                                                     | دامینیک میستریو (c) (به همراه لیو مورگان) پیروز در مقابل اوکتاگون جونیور                                | مسابقه تک به تک عادی برای عنوان قهرمانی بین قاره‌ای دبلیودبلیوئی                    |
| ۳                                                     | بکی لینچ پیروز در مقابل لایرا والکیریا (c)                                                              | مسابقه تک به تک عادی برای عنوان قهرمانی زنان بین قاره‌ای دبلیودبلیوئی               |
| ۴                                                     | سث رالینز (به همراه پال هیمن) پیروز در مقابل آندراده، ال گرانده امریکانو، ال ای نایت، پنتا و سولو سیکوا | مسابقه نردبانی مانی این د بنک برای قرارداد حق مسابقه بر سر کمربندهای قهرمانی مردان |
| ۵                                                     | کودی رودز و جی اوسو پیروز در مقابل جان سینا و لوگان پاول                                                | مسابقه تگ تیم عادی                                                                 |
| - (c) – نشان‌دهنده قهرمان(هایی) است که به میدان می‌روند | |                                                                                    |